# 綠軍

綠軍军旗

綠軍（羅馬化：Zelyonyye povstantsy）是在1917年至1922年的俄国内战中与所有政府作战的农民武装团体。他们组织了反对布尔什维克、白军和外国干涉主义者的地方民兵，并努力保护他们的社区免受第三方的征用或报复。绿军在政治和意识形态上是中立的，但有时与社会革命党有联系。绿军至少在俄国大部分地区得到了默许。然而，他们的主要基础是农民，在俄国内战期间基本上不愿意发动积极的运动，并最终在1922年布尔什维克胜利后解散。